# أنيتا موريس
أنيتا موريس (بالإنجليزية: Anita Morris) (و. 1943 – 1994 م) هي ممثلة، ومغنية، وراقصة، وممثلة تلفزيونية، من الولايات المتحدة الأمريكية، ولدت في دورهام، كارولاينا الشمالية، توفيت في لوس أنجلوس، عن عمر يناهز 51 عاماً بسبب سرطان المبيض.

## التعليم
تعلمت في الأكاديمية الأميركية للفنون المسرحية.

## وصلات خارجية
- أنيتا موريس على موقع IMDb (الإنجليزية)
- أنيتا موريس على موقع ألو سيني (الفرنسية)
- أنيتا موريس على موقع ميوزك برينز (الإنجليزية)
- أنيتا موريس على موقع تيرنر كلاسيك موفيز (الإنجليزية)
- أنيتا موريس على موقع أول موفي (الإنجليزية)
- أنيتا موريس على موقع قاعدة بيانات برودواي على الإنترنت (الإنجليزية)
- أنيتا موريس على موقع قاعدة بيانات الأفلام السويدية (السويدية)
- أنيتا موريس على موقع إن إن دي بي (الإنجليزية)
- أنيتا موريس على موقع ديسكوغز (الإنجليزية)
- أنيتا موريس على موقع قاعدة بيانات الفيلم (الإنجليزية)